# خيسوس غاراي
خيسوس غاراي (بالإسبانية: Jesús Garay Vecino)‏ (مواليد 10 سبتمبر 1930) هو لاعب كرة قدم. يلعب مع منتخب إسبانيا لكرة القدم. سبق له أن لعب في كأس العالم لكرة القدم مع منتخب بلاده.

## روابط خارجية
- خيسوس غاراي على موقع الاتحاد الدولي (مؤرشف)  (الإنجليزية)
- خيسوس غاراي على موقع قاعدة بيانات كرة القدم.إي يو (الإنجليزية)
- خيسوس غاراي على موقع ناشيونال فوتبول تيمز (الإنجليزية)